# Daisy Nieddu
Daisy Nieddu (15 maart 1990) is een Vlaams actrice, bekend als Nona uit de Vlaamse soapserie Thuis. Met haar tweelingzus Dana, die twee minuten later geboren werd, nam zij in 2008 deel aan de Vlaamse voorronde van het Eurovisiesongfestival (Eurosong) onder de naam Raeven met het nummer Shut Down The Heat Machine, maar de zussen raakten niet door de voorrondes. Ze namen samen eerder al deel aan Eurosong for Kids in 2003 onder de naam Twin Girls.
Daisy Nieddu volgt al sinds haar zevende dictie, voordracht en muziekles. Met haar zus studeerde ze woordkunst-drama aan de Kunsthumaniora te Hasselt. In 2008 zat ze in haar laatste jaar.

## Televisie
| Titel | Rol         | Soort programma | Zender | Jaar      |
| ----- | ----------- | --------------- | ------ | --------- |
| Spoed | Auke        | ziekenhuisserie | VTM    | 2007      |
| Thuis | Nona Sareno | soap            | Eén    | 2007-2008 |